# Omnium cycliste raphaëlois
L'Omnium cycliste raphaëlois est un Team français de VTT. En 2008, le Team a gagné le classement DN3 du Trophée des Teams ainsi que le classement général de la Coupe de France Juniors avec Thomas Lapeyrie.

## Histoire du club
Créé en 1947, l'Omnium cycliste raphaëlois est aujourd'hui dirigé par Jean-Louis Matteoli. Le club comporte une centaine de licenciés répartis entre la route et le VTT.
Depuis 2007 et sous l'impulsion de David Papera, le club a créé un Team VTT labellisé par la Fédération française de cyclisme. En 2008, le team est repris par Julien Martel.
Dans le passé, le club a organisé de nombreuses courses sur route (dont le célèbre Élan varois) et c'est en 2000 que les dirigeants décident de se lancer dans l'organisation d'un événement VTT. Ils lancent alors la première édition de la Raider Cap Esterel. Depuis 2008, cette manifestation sert de support à la première manche de la Coupe de France de VTT cross-country.
Le club compte parmi ses licenciés le champion olympique 2000 de VTT Miguel Martinez,l'ancien champion du Monde de triathlon Olivier Marceau et l'ancienne double championne du Danemark de VTT Sandra Dolcerocca.

## Galerie

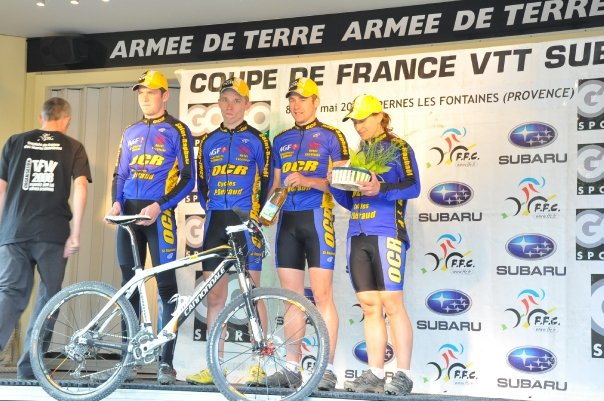
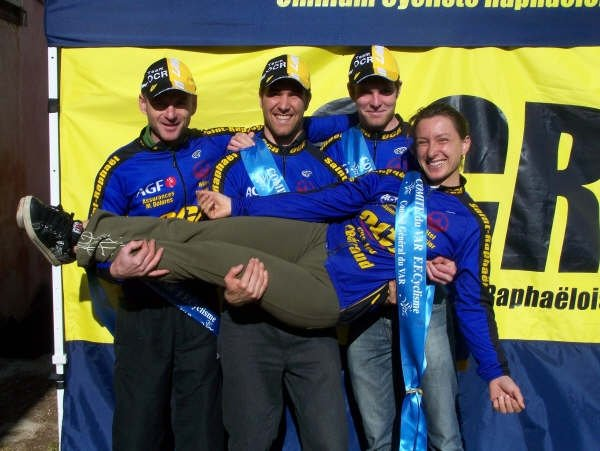
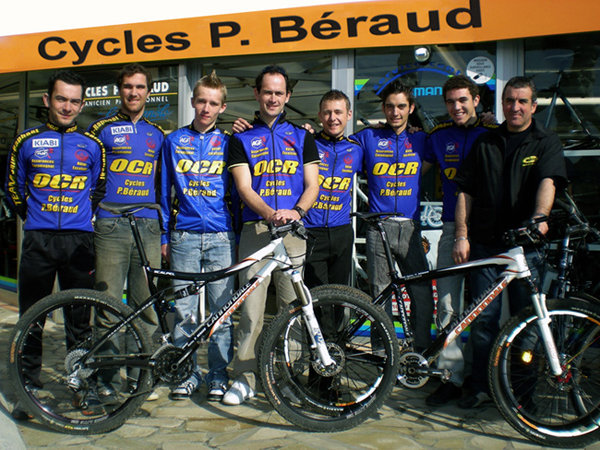
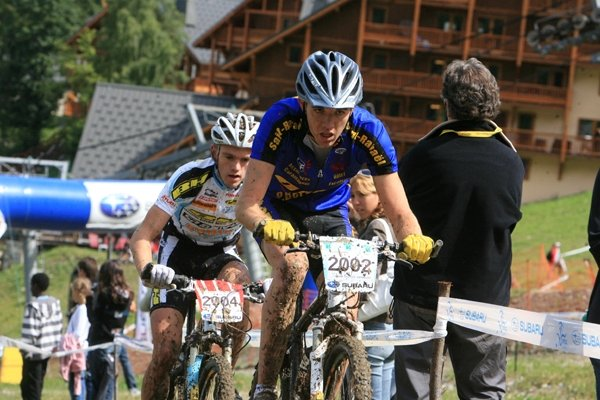
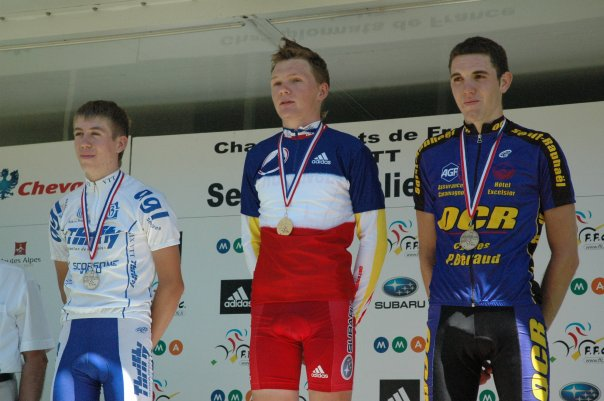
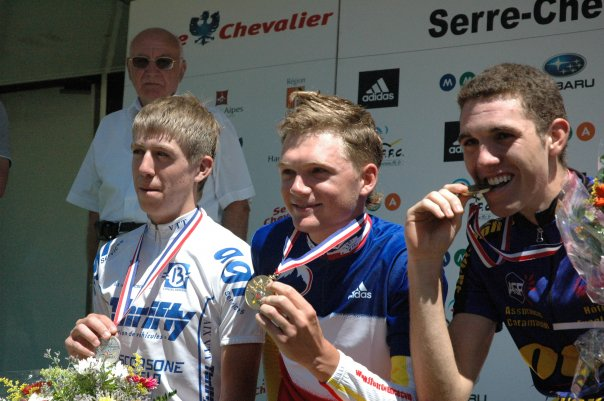

## Effectif

### Effectif 2010
| Prénom Nom         | Naissance  | Nationalité | Catégorie   |
| Paul Apertet       | 20/08/1994 | France      | Cadet       |
| Stéphane Bouis     | 06/08/1970 | France      | Master 2    |
| François Carloni   | 08/08/1985 | France      | Open        |
| Jonathan Chan      |            | France      | Junior      |
| Sandra Dolcerocca  | 11/10/1975 | Danemark    | Élite Dame  |
| Aude Faugeron      | 12/10/1993 | France      | Junior Dame |
| Brice Faugeron     |            | France      | Tandem      |
| Claude Goudeau     | 23/02/1982 | France      | Tandem      |
| Grégory Guarino    |            | France      | Open        |
| Olivier Marceau    | 30/01/1973 | France      | Master 1    |
| Frédéric Masselis  | 11/06/1986 | France      | Open        |
| Frédéric Meunier   | 27/11/1975 | France      | Master 1    |
| Stéphane Onesime   | 13/08/1967 | France      | Master 2    |
| Marc-Antoine Perez | 02/08/1994 | France      | Cadet       |
| Thomas Talon       | 02/04/1992 | France      | Junior      |
| Rémy Vroonen       |            | Belgique    | Junior      |

### Effectif 2009
| Prénom Nom         | Naissance  | Nationalité | Catégorie  |
| Paul Apertet       | 20/08/1994 | France      | Cadet      |
| Stéphane Bouis     | 06/08/1970 | France      | Master 1   |
| François Carloni   | 08/08/1985 | France      | Élite      |
| Quentin Chabaud    | 10/04/1992 | France      | Junior     |
| Sandra Dolcerocca  | 11/10/1975 | Danemark    | Élite Dame |
| Aude Faugeron      | 12/10/1993 | France      | Cadette    |
| Claude Goudeau     | 23/02/1982 | France      | Open       |
| Hugo Jobert        | 21/06/1993 | France      | Cadet      |
| Antoine Lavieu     | 28/09/1990 | France      | Espoir     |
| Ludovic Legoff     | 07/11/1974 | France      | Master 1   |
| Olivier Marceau    | 30/01/1973 | France      | Master 1   |
| Frédéric Masselis  | 11/06/1986 | France      | Open       |
| Frédéric Meunier   | 27/11/1975 | France      | Master 1   |
| Stéphane Onesime   | 13/08/1967 | France      | Master 2   |
| Marc-Antoine Perez | 02/08/1994 | France      | Cadet      |
| Thomas Talon       | 02/04/1992 | France      | Junior     |
| Benjamin Vakanas   | 27/09/1994 | France      | Cadet      |

### Effectif 2008
| Prénom Nom                 | Naissance  | Nationalité | Catégorie     |
| Cédric Barret              | 28/10/1981 | France      | Élite         |
| Sébastien Camus            | 18/07/1979 | France      | Open          |
| Sylvain Camus              | 12/11/1982 | France      | Open          |
| François Carloni           | 08/08/1985 | France      | Élite         |
| Claude Goudeau             | 23/02/1982 | France      | Open          |
| Thomas Lapeyrie            | 11/04/1990 | France      | Junior        |
| Antoine Lavieu             | 28/09/1990 | France      | Junior        |
| Julien Martel              | 28/06/1983 | France      | Tandem        |
| Ronan Oppeneau             | 16/06/1989 | France      | Espoir / Open |
| Christophe Robinet Dietsch | 07/08/1984 | France      | Open          |

### Effectif 2007
| Prénom Nom       | Naissance  | Nationalité | Catégorie |
| Cédric Barret    | 28/10/1981 | France      | Élite     |
| Sébastien Camus  | 18/07/1979 | France      | Open      |
| Sylvain Camus    | 12/11/1982 | France      | Open      |
| François Carloni | 08/08/1985 | France      | Élite     |
| Ronan Oppeneau   | 16/06/1989 | France      | Junior    |
| David Papera     | 02/08/1983 | France      | Open      |

## Palmarès
| Année | Courses                                                           | Place                  | Coureurs |
| 2010  | Off Road PACA 55 km à Cassis - Master 2                           | 3e                     | Stéphane Onesime |
| 2010  | Off Road PACA 55 km à Cassis - Féminine                           | 2e                     | Sandra Dolcerocca |
| 2010  | Off Road PACA 35 km à Cassis - Tandem                             | 1er                    | Claude Goudeau / Brice Faugeron |
| 2009  | Championnat de France Master 2 à Oz en Oisans                     | 4e                     | Stéphane Onesime |
| 2009  | 1re manche de la Coupe de France Master 2 à Saint-Raphaël         | 3e                     | Stéphane Onesime |
| 2009  | 1re manche de la Coupe de France Relais des Teams à Saint-Raphaël | 6e et 1er Team de club | Sandra Dolcerocca, Thomas Talon, Olivier Marceau, François Carloni |
| 2009  | OffRoad de Cassis - Master 2                                      | 1er                    | Stéphane Onesime |
| 2008  | Classement DN3 du Trophée des Teams                               | 1er                    | Cédric Barret, Sébastien Camus, Sylvain Camus, François Carloni, Claude Goudeau, Thomas Lapeyrie, Antoine Lavieu, Julien Martel, Ronan Oppeneau, Christophe Robinet Dietsch |
| 2008  | Coupe de France Juniors XC                                        | 1er                    | Thomas Lapeyrie |
| 2008  | 4e manche de la Coupe de France Juniors XC à Chamonix             | 1er                    | Thomas Lapeyrie |
| 2008  | Championnats de France Juniors XC                                 | 3e                     | Thomas Lapeyrie |
| 2008  | 2e manche de la Coupe de France Juniors XC aux Orres              | 3e                     | Thomas Lapeyrie |
| 2008  | 3e manche de la Coupe de France Tandem à Oz en Oisans             | 4e                     | Thomas Lapeyrie |
| 2008  | 3e manche de la Coupe de France Tandem à Oz en Oisans             | 4e                     | François Carloni & Claude Goudeau |
| 2008  | La Forestière - Parcours 55 km                                    | 1er                    | Thomas Lapeyrie |
| 2008  | OffRoad de Nîmes - Juniors                                        | 3e                     | Antoine Lavieu |

## Raider Cap Esterel
Palmarès des Hommes :
| Année | 1er                                     | 2e                                          | 3e                                         |
| 2010  | Julien Absalon (Orbea)                  | Jean-Christophe Péraud (Omega Pharma Lotto) | Stéphane Tempier (TX Active Bianchi)       |
| 2009  | Iván Álvarez Gutiérrez                  | Jean-Christophe Péraud (Massi)              | Alexis Vuillermoz (Lapierre International) |
| 2008  | Julien Absalon (Orbea)                  | Cédric Ravanel (Lapierre International)     | Inaki Lejarreta Errasti (Orbea)            |
| 2007  | Julien Absalon (Orbea)                  | Cédric Meinero (VS Hyèrois)                 | Cédric Barret (OC Raphaëlois)              |
| 2006  | Miguel Martinez (Team Maxxis)           | Pierre Lebreton (PE Haguenal)               | Nicolas Filippi (Armée)                    |
| 2005  | Alexis Swetloff (Team Maxxis)           | François Carloni (OC Raphaëlois)            | Sébastien Camus (Pôle Espoir CA)           |
| 2004  | Cédric Dubois (Egobike)                 | Sylvain Camus (Egobike)                     | Thierry Gaudino (BC Vallauris)             |
| 2003  | Frédéric Salomone (Fréjus VTT)          | Kévin Graux (Egobike)                       | Thomas Corvaisier (Egobike)                |
| 2002  | Bart Brentjens (Team Giant)             | Thomas Hochestras (Team Giant)              | Kars Petter Storno (Team Giant)            |
| 2001  | Bart Brentjens (Team Giant)             | Thomas Mochstrasse (Team Giant)             | Rune Hoydhal (Team Giant)                  |
| 2000  | Fréderic Frech (Bataillon de Joinville) | Cédric Dubois (MS Mandelieu)                | Gaël Capron (American Eagle)               |

Palmarès des Dames :
| Année | 1er                                     | 2e                                     | 3e                                     |
| 2010  | Julie Bresset (BH-Suntour)              | Maja Włoszczowska (CCC Polkowice Team) | Laura Metzler (BH-Suntour)             |
| 2009  | Cécile Ravanel (Lapierre International) | Hélène Marcouyre (BH-SR. Suntour)      | Marielle Saner Guinchard (BikePark.ch) |
| 2008  | Sabrina Enaux (Lapierre International)  | Hélène Marcouyre (BH-SR. Suntour)      | Laurence Leboucher (Sarthe-Gasseau)    |
| 2007  | Séverine Hansen (Team BH)               | Bérangère Wilst (Breiz Mountain)       | Audrey Wilst (Breiz Mountain)          |
| 2006  | Sandra Limouzin (EC Saint-Cyr)          | Anne Adam (ES Valettoise)              | Caroline Barelli (US Cagnes sur Mer)   |
| 2005  | Olivia Cascino (Egobike)                | Emmanuelle Treguier (VTT Pradetan)     | Caroline Barelli (US Cagnes sur Mer)   |
| 2004  | Anne Adam (VTT Pradetan)                | Emmanuelle Treguier (VTT Pradetan)     | Valérie Ghibaudo (Team Auto Loc)       |
| 2003  | Viviane Baud (La Pomme Marseille)       | Olivia Cascino (Team Mach II)          | Stéphanie Corti (EC Saint-Cyr)         |
| 2002  | Sandra Planet (AMSEL Levens)            | Christine Roussel (OC Raphaëlois)      | Anne Adam (VTT Pradetan)               |
| 2001  | Sandra Temporelli (Roquebrune Sport)    | Françoise Beranger (VC Ollioulais)     | Elisabeth Allione (ASPTT Draguignan)   |
| 2000  | Elisabeth Allione (ASPTT Draguignan)    |                                        |                                        |

Les vainqueurs des autres catégories :
| Année | Cadet            | Cadette                | Junior Homme          | Junior Dame            | Espoir Homme      | Espoir Dame   | Master 1          | Master 2          | Master 3           | Tandem                        | Open Régional            | Espoir Open Régional |
| 2009  | Thibault Geneste | Cécile Delaire         | Titouan Perrin Ganier | Pauline Ferrand-Prévot | Alexis Vuillermoz | Julie Bresset | Thibault Vassal   | Jean-Paul Stephan | Marc Cabrera       | Fabien Bourly / Yohann Piguet | Julien Farnier           | Harold Flandre       |
| 2008  | Benjamin Boulenc | Pauline Ferrand-Prévot | Arnaud Jouffroy       | Camille Devi           | Alexis Vuillermoz | Caroline Mani | Nicolas Durin     | Jean-Paul Stephan | /                  | Gillard/Perrin                | Alexandre Munoz          | Fabrice Leguevaques  |
| 2007  | Romain Damiano   | Fouilloux Manon        | Julien Lopez          | Morganne Jonnier       | Maxime Folco      | /             | Karl Zoetmelk     | Stéphane Onesime  | Christian Rodrigot | Julien Martel / Stéphan Albin | Alexandre Montel (Promo) | /                    |
| 2006  | /                | /                      | /                     | /                      | /                 | /             | /                 | /                 | /                  | /                             | /                        | /                    |
| 2005  | /                | /                      | /                     | /                      | /                 | /             | /                 | /                 | /                  | /                             | /                        | /                    |
| 2004  | Clément Texier   | Eve Guyot              | Xavier Gillot         | Séverine Cigana        | Sylvain Camus     | /             | Thierry Gaudineau | Georges Dorgal    | /                  | Boulous / Salle               | Nicolas Le Goff (Promo)  | /                    |
| 2003  | /                | /                      | /                     | /                      | /                 | /             | /                 | /                 | /                  | /                             | /                        | /                    |
| 2002  | /                | /                      | /                     | /                      | /                 | /             | /                 | /                 | /                  | /                             | /                        | /                    |
| 2001  | /                | /                      | /                     | /                      | /                 | /             | /                 | /                 | /                  | /                             | /                        | /                    |
| 2000  | /                | /                      | /                     | /                      | /                 | /             | /                 | /                 | /                  | /                             | /                        | /                    |